# Horigome Yuki
Yuki Horigome (堀米 勇輝 (Quật-Mễ Dũng-Huy) Horigome Yūki, sinh ngày 13 tháng 12 năm 1992) là một cầu thủ bóng đá người Nhật Bản thi đấu cho Ventforet Kofu.

## Thống kê sự nghiệp

### Câu lạc bộ
Cập nhật đến ngày 23 tháng 2 năm 2017.
| Câu lạc bộ      | Mùa giải | Giải vô địch | Giải vô địch | Cúp Hoàng đế Nhật Bản | Cúp Hoàng đế Nhật Bản | J. League Cup | J. League Cup | Tổng    | Tổng      |
| Câu lạc bộ      | Mùa giải | Số trận      | Bàn thắng    | Số trận               | Bàn thắng             | Số trận       | Bàn thắng     | Số trận | Bàn thắng |
| --------------- | -------- | ------------ | ------------ | --------------------- | --------------------- | ------------- | ------------- | ------- | --------- |
| Ventforet Kofu  | 2011     | 3            | 0            | 2                     | 0                     | 0             | 0             | 5       | 0         |
| Ventforet Kofu  | 2012     | 21           | 1            | 1                     | 0                     | -             | -             | 22      | 1         |
| Ventforet Kofu  | 2013     | 0            | 0            | -                     | -                     | 3             | 0             | 3       | 0         |
| Roasso Kumamoto | 2013     | 25           | 4            | 1                     | 0                     | -             | -             | 26      | 4         |
| Ehime FC        | 2014     | 42           | 8            | 3                     | 0                     | -             | -             | 45      | 8         |
| Ventforet Kofu  | 2015     | 12           | 0            | 3                     | 0                     | 6             | 1             | 21      | 1         |
| Kyoto Sanga     | 2016     | 37           | 7            | 2                     | 0                     | -             | -             | 39      | 7         |
| Tổng            | Tổng     | 140          | 20           | 12                    | 0                     | 9             | 1             | 161     | 21        |

## Giải thưởng và danh hiệu

### Câu lạc bộ
Ventforet Kofu
- J. League Division 2 (1): 2012